# Tossal de Puiggròs
El Tossal de Puiggròs és una muntanya de 563 metres que es troba al municipi de Camarasa, a la comarca catalana de la Noguera.